# Liste du patrimoine immobilier de la Montérégie
Cette liste recense les biens du patrimoine immobilier de la Montérégie inscrits au répertoire du patrimoine culturel du Québec. Cette liste est divisée par municipalité régionale de comté géographique.

## Acton
| Bien patrimonial                   | Illustration     | Municipalité     | Adresse                  | Coordonnées                         | No     | Constr.     | Catégorie                 | Rec. | Notes |
| ---------------------------------- | ---------------- | ---------------- | ------------------------ | ----------------------------------- | ------ | ----------- | ------------------------- | ---- | ----- |
| Église du Très-Saint-Enfant-Jésus  | Béthanie         | Béthanie         | 1376, chemin de Béthanie | 45° 30′ 10″ nord, 72° 26′ 12″ ouest | 115922 | 1916        | Immeuble patrimonial cité | 2019 |       |
| Église Saint-Jean-Baptiste         | Roxton Falls     | Roxton Falls     | 304, rue Notre-Dame      | 45° 34′ 25″ nord, 72° 31′ 10″ ouest | 115906 | 1862 à 1877 | Immeuble patrimonial cité | 2024 |       |
| Église anglicane All Saints Church | Sainte-Christine | Sainte-Christine | 8e Rang                  | 45° 34′ 47″ nord, 72° 22′ 39″ ouest | 93109  | 1863        | Immeuble patrimonial cité | 1996 |       |

## Beauharnois-Salaberry
| Bien patrimonial                                                         | Illustration             | Municipalité             | Adresse               | Coordonnées                         | No     | Constr. | Catégorie                                                | Rec.      | Notes |
| ------------------------------------------------------------------------ | ------------------------ | ------------------------ | --------------------- | ----------------------------------- | ------ | ------- | -------------------------------------------------------- | --------- | ----- |
| Site archéologique de la Pointe-du-Buisson                               | Beauharnois              | Beauharnois              | 333, rue Émond        | 45° 19′ 07″ nord, 73° 58′ 00″ ouest | 92788  |         | Site patrimonial classé                                  | 1975      |       |
| Site patrimonial de l'Entrée-Inférieure-de-l'Ancien-Canal-de-Beauharnois | Beauharnois              | Beauharnois              |                       | 45° 19′ 08″ nord, 73° 55′ 38″ ouest | 93411  | 1845    | Site patrimonial classé Site patrimonial reconnu         | 2012 2000 |       |
| Charnier du cimetière de Saint-Urbain-Premier                            | Saint-Urbain-Premier     | Saint-Urbain-Premier     | 209, rue Principale   | 45° 13′ 14″ nord, 73° 44′ 12″ ouest | 125400 |         | Immeuble patrimonial cité                                | 2016      | [ 2 ] |
| Cimetière de Saint-Urbain-Premier                                        | Saint-Urbain-Premier     | Saint-Urbain-Premier     | 209, rue Principale   | 45° 13′ 15″ nord, 73° 44′ 13″ ouest | 125396 |         | Immeuble patrimonial cité                                | 2016      | [ 3 ] |
| Église de Saint-Urbain-Premier                                           | Saint-Urbain-Premier     | Saint-Urbain-Premier     | 209, rue Principale   | 45° 13′ 13″ nord, 73° 44′ 14″ ouest | 125392 | 1854    | Immeuble patrimonial cité                                | 2016      | [ 3 ] |
| Presbytère de Saint-Urbain-Premier                                       | Saint-Urbain-Premier     | Saint-Urbain-Premier     | 209, rue Principale   | 45° 13′ 13″ nord, 73° 44′ 16″ ouest | 125394 |         | Immeuble patrimonial cité                                | 2016      | [ 3 ] |
| Site patrimonial du Cœur religieux de Saint-Urbain-Premier               | Saint-Urbain-Premier     | Saint-Urbain-Premier     | Rue Principale        | 45° 13′ 14″ nord, 73° 44′ 14″ ouest | 205996 |         | Site patrimonial cité                                    | 2016      |       |
| Maison Pierre-Rousselle                                                  | Sainte-Martine           | Sainte-Martine           | 160, rue Saint-Joseph | 45° 14′ 49″ nord, 73° 48′ 12″ ouest | 92478  | 1823    | Immeuble patrimonial classé Aire de protection délimitée | 1974 1975 |       |
| Aqueduc de la Rivière-Saint-Pierre                                       | Salaberry-de-Valleyfield | Salaberry-de-Valleyfield |                       | 45° 17′ 43″ nord, 73° 59′ 14″ ouest | 93276  | 1844    | Site patrimonial classé                                  | 2000      |       |
| Arrondissement institutionnel de la paroisse de Sainte-Cécile            | Salaberry-de-Valleyfield | Salaberry-de-Valleyfield |                       | 45° 15′ 19″ nord, 74° 08′ 19″ ouest | 93520  |         | Site patrimonial cité                                    | 1997      |       |
| Bâtiment Joseph-Olivier-Archambault                                      | Salaberry-de-Valleyfield | Salaberry-de-Valleyfield | 88, rue Saint-Laurent | 45° 17′ 37″ nord, 74° 02′ 13″ ouest | 174446 | 1851    | Immeuble patrimonial cité                                | 2010      |       |
| Pont Jean-De La Lande                                                    | Salaberry-de-Valleyfield | Salaberry-de-Valleyfield |                       | 45° 15′ 26″ nord, 74° 07′ 38″ ouest | 105620 | 1895    | Immeuble patrimonial cité                                | 2012      | [ 4 ] |
| Site patrimonial de l'Entrée-Supérieure-de-l'Ancien-Canal-de-Beauharnois | Salaberry-de-Valleyfield | Salaberry-de-Valleyfield | rue Victoria          | 45° 15′ 26″ nord, 74° 07′ 36″ ouest | 93275  | 1845    | Site patrimonial classé Site patrimonial reconnu         | 2012 2000 |       |

## La Vallée-du-Richelieu
| Bien patrimonial                                          | Illustration                | Municipalité                | Adresse                           | Coordonnées                         | No     | Constr.              | Catégorie                                                | Rec.           | Notes |
| --------------------------------------------------------- | --------------------------- | --------------------------- | --------------------------------- | ----------------------------------- | ------ | -------------------- | -------------------------------------------------------- | -------------- | ----- |
| Ancien couvent de Belœil                                  | Image manquante Téléverser  | Belœil                      | 1056, rue Richelieu               | 45° 34′ 19″ nord, 73° 11′ 22″ ouest | 205827 | 1884 (vers)          | Immeuble patrimonial cité                                | 2022           |       |
| Ancien presbytère de la paroisse Saint-Matthieu-de-Belœil | Image manquante Téléverser  | Belœil                      | 1014, rue Richelieu               | 45° 34′ 15″ nord, 73° 11′ 56″ ouest | 98826  | 1768 à 1772          | Immeuble patrimonial cité                                | 2022           |       |
| Église Saint-Matthieu-de-Belœil                           | Image manquante Téléverser  | Belœil                      | 1010, rue Richelieu               | 45° 34′ 14″ nord, 73° 11′ 59″ ouest | 121029 | 1896                 | Immeuble patrimonial cité                                | 2022           |       |
| Maison Alexandre-Rayneau                                  | Image manquante Téléverser  | Belœil                      | 200, rue Saint-Jean-Baptiste      | 45° 34′ 15″ nord, 73° 12′ 09″ ouest | 232154 |                      | Immeuble patrimonial cité                                | 2022           |       |
| Maison Étienne-Guertin                                    | Belœil                      | Belœil                      | 2100, rue Richelieu               | 45° 35′ 56″ nord, 73° 11′ 22″ ouest | 92390  |                      | Immeuble patrimonial classé Aire de protection délimitée | 1957 1978      |       |
| Maison Herménie-Onésime-Auclair                           | Image manquante Téléverser  | Belœil                      | 101-103, rue Saint-Jean-Baptiste  | 45° 34′ 13″ nord, 73° 12′ 04″ ouest | 205843 | 1918 (vers)          | Immeuble patrimonial cité                                | 2022           |       |
| Maison Jean-Baptiste-Bernard                              | Image manquante Téléverser  | Belœil                      | 3-11, rue Saint-Jean-Baptiste     | 45° 34′ 10″ nord, 73° 11′ 59″ ouest | 232153 |                      | Immeuble patrimonial cité                                | 2022           |       |
| Maison Jean-Baptiste-Lamothe                              | Belœil                      | Belœil                      | 96 et 98, rue Richelieu           | 45° 32′ 52″ nord, 73° 12′ 47″ ouest | 92405  | 1824                 | Immeuble patrimonial classé                              | 1975           |       |
| Maison Joseph-Duhamel                                     | Image manquante Téléverser  | Belœil                      | 12, rue Saint-Matthieu            | 45° 34′ 12″ nord, 73° 11′ 58″ ouest | 232163 |                      | Immeuble patrimonial cité                                | 2022           |       |
| Maison Joseph-Prosper-Brunelle                            | Image manquante Téléverser  | Belœil                      | 854-864, rue Richelieu            | 45° 34′ 00″ nord, 73° 12′ 05″ ouest | 232137 |                      | Immeuble patrimonial cité                                | 2022           |       |
| Maison Louis-Ledoux                                       | Image manquante Téléverser  | Belœil                      | 398, boulevard Yvon-L'Heureux Sud | 45° 33′ 03″ nord, 73° 14′ 47″ ouest | 205846 | 1772 (vers)          | Immeuble patrimonial cité                                | 2022           |       |
| Maison Louis-Roussel                                      | Image manquante Téléverser  | Belœil                      | 1168, rue Richelieu               | 45° 34′ 29″ nord, 73° 11′ 48″ ouest | 232151 |                      | Immeuble patrimonial cité                                | 2022           |       |
| Maison Michel-Champeau                                    | Image manquante Téléverser  | Belœil                      | 1076, rue Richelieu               | 45° 34′ 21″ nord, 73° 11′ 52″ ouest | 232146 |                      | Immeuble patrimonial cité                                | 2022           |       |
| Maison Narcisse-Desmarteau                                | Image manquante Téléverser  | Belœil                      | 1086, rue Richelieu               | 45° 34′ 22″ nord, 73° 11′ 52″ ouest | 205832 | 1870 et 1872 (entre) | Immeuble patrimonial cité                                | 2022           |       |
| Maison Raymond-Choquette                                  | Image manquante Téléverser  | Belœil                      | 72, rue Saint-Jean-Baptiste       | 45° 34′ 11″ nord, 73° 12′ 03″ ouest | 232155 |                      | Immeuble patrimonial cité                                | 2022           |       |
| Maison Villebon                                           | Belœil                      | Belœil                      | 630, rue Richelieu                | 45° 33′ 39″ nord, 73° 12′ 17″ ouest | 232096 | 1844 (vers)          | Immeuble patrimonial cité                                | 2022           |       |
| Vieux-Moulin                                              | Image manquante Téléverser  | Belœil                      | 991-993, rue Richelieu            | 45° 34′ 11″ nord, 73° 11′ 57″ ouest | 205813 | 1798 (vers)          | Immeuble patrimonial cité                                | 2022           |       |
| Maison de Saint-Hubert                                    | Carignan                    | Carignan                    | 1541, chemin de Chambly           | 45° 27′ 50″ nord, 73° 20′ 31″ ouest | 92396  | 1785 (vers)          | Immeuble patrimonial classé Aire de protection délimitée | 1962 1975      |       |
| Maison Louis-Degneau                                      | Carignan                    | Carignan                    | 1525, chemin de Chambly           | 45° 27′ 52″ nord, 73° 20′ 32″ ouest | 92508  | 1790 (vers)          | Immeuble patrimonial classé Aire de protection délimitée | 1960 1975      |       |
| Ancienne caserne de pompiers                              | Chambly                     | Chambly                     | 1500, avenue Bourgogne            | 45° 26′ 57″ nord, 73° 17′ 32″ ouest | 108692 | 1931                 | Immeuble patrimonial cité                                | 2006           |       |
| Centre administratif et communautaire                     | Chambly                     | Chambly                     | 56, rue Martel                    | 45° 27′ 00″ nord, 73° 17′ 28″ ouest | 108690 | 1855                 | Immeuble patrimonial cité                                | 2006           |       |
| Église Saint-Stephen                                      | Chambly                     | Chambly                     | avenue Bourgogne                  | 45° 26′ 52″ nord, 73° 16′ 26″ ouest | 93388  | 1820                 | Immeuble patrimonial classé                              | 1965           |       |
| Mairie de Chambly                                         | Chambly                     | Chambly                     | 1, place de la Mairie             | 45° 26′ 57″ nord, 73° 17′ 30″ ouest | 108691 | 1916                 | Immeuble patrimonial cité                                | 2006           |       |
| Maison John-Yule                                          | Chambly                     | Chambly                     | 27, rue De Richelieu              | 45° 26′ 52″ nord, 73° 16′ 02″ ouest | 92969  | 1816                 | Immeuble patrimonial classé Immeuble patrimonial reconnu | 2012 1987      |       |
| Maison Thomas-Whitehead                                   | Chambly                     | Chambly                     | 2592, avenue Bourgogne            | 45° 26′ 32″ nord, 73° 15′ 38″ ouest | 92407  | 1816                 | Immeuble patrimonial classé                              | 1985           | [ 5 ] |
| Monument de Charles-Michel D'Irumberry de Salaberry       | Chambly                     | Chambly                     |                                   | 45° 26′ 57″ nord, 73° 17′ 30″ ouest | 108580 | 1881                 | Immeuble patrimonial cité                                | 2007           |       |
| Site patrimonial de la Maison-Thomas-Whitehead            | Chambly                     | Chambly                     | 2592, avenue Bourgogne            | 45° 26′ 31″ nord, 73° 15′ 39″ ouest | 206644 |                      | Site patrimonial classé                                  | 2018           |       |
| Église du Sacré-Cœur-de-Jésus                             | Image manquante Téléverser  | McMasterville               | 105, chemin du Richelieu          | 45° 32′ 46″ nord, 73° 13′ 09″ ouest | 121027 | 1924                 | Immeuble patrimonial cité                                | 2019           |       |
| Domaine Ozias-Leduc                                       | Mont-Saint-Hilaire          | Mont-Saint-Hilaire          | 272-284, chemin Ozias-Leduc       | 45° 32′ 44″ nord, 73° 11′ 06″ ouest | 183420 |                      | Site patrimonial cité                                    | 2018           |       |
| École Sacré-Cœur                                          | Mont-Saint-Hilaire          | Mont-Saint-Hilaire          | 265, rue Saint-Hippolyte          | 45° 34′ 09″ nord, 73° 11′ 41″ ouest | 110673 | 1927 (après)         | Immeuble patrimonial cité                                | 2006           |       |
| Église de Saint-Hilaire                                   | Mont-Saint-Hilaire          | Mont-Saint-Hilaire          | chemin des Patriotes Nord         | 45° 34′ 11″ nord, 73° 11′ 41″ ouest | 92783  | 1837                 | Immeuble patrimonial classé                              | 1965           |       |
| Maison natale de Paul-Émile Borduas                       | Mont-Saint-Hilaire          | Mont-Saint-Hilaire          | 39 à 45, rue Saint-Henri          | 45° 34′ 14″ nord, 73° 11′ 39″ ouest | 93396  | 1900 (vers)          | Immeuble patrimonial cité                                | 2000           |       |
| Maison natale Ozias-Leduc                                 | Mont-Saint-Hilaire          | Mont-Saint-Hilaire          | 284, chemin Ozias-Leduc           | 45° 32′ 43″ nord, 73° 11′ 06″ ouest | 93395  | 1800 et 1850 (entre) | Immeuble patrimonial cité                                | 2000           | [ 6 ] |
| Maison Paul-Émile-Borduas                                 | Mont-Saint-Hilaire          | Mont-Saint-Hilaire          | 621, chemin des Patriotes Sud     | 45° 34′ 47″ nord, 73° 11′ 26″ ouest | 92469  | 1945                 | Immeuble patrimonial classé                              | 2005 2001      |       |
| Manoir Rouville-Campbell                                  | Mont-Saint-Hilaire          | Mont-Saint-Hilaire          | 125, chemin des Patriotes Sud     | 45° 33′ 36″ nord, 73° 12′ 01″ ouest | 92433  | 1860                 | Immeuble patrimonial classé Aire de protection délimitée | 1977 1979      |       |
| Site de l'ancien moulin banal et de la résidence Guérin   | Image manquante Téléverser  | Mont-Saint-Hilaire          | 460, chemin des Moulins           | 45° 32′ 01″ nord, 73° 09′ 18″ ouest | 235432 |                      | Site patrimonial cité                                    | 2022           |       |
| Noyau religieux de Saint-Antoine-de-Padoue                | Saint-Antoine-sur-Richelieu | Saint-Antoine-sur-Richelieu | rue du Rivage                     | 45° 46′ 42″ nord, 73° 10′ 20″ ouest | 120155 |                      | Site patrimonial cité                                    | 2008           |       |
| Maison Amable-Hébert                                      | Saint-Charles-sur-Richelieu | Saint-Charles-sur-Richelieu | 255, chemin des Patriotes         | 45° 39′ 45″ nord, 73° 11′ 35″ ouest | 92930  | 1804                 | Immeuble patrimonial classé Immeuble patrimonial reconnu | 2012 1973      |       |
| Cloche Marguerite-Michel                                  | Image manquante Téléverser  | Saint-Denis-sur-Richelieu   | 636, chemin des Patriotes         | 45° 47′ 00″ nord, 73° 09′ 36″ ouest | 92843  | 1802                 | Immeuble patrimonial classé Immeuble patrimonial reconnu | 2012 2010 1997 |       |
| Maison François-Cherrier                                  | Saint-Denis-sur-Richelieu   | Saint-Denis-sur-Richelieu   | 639, chemin des Patriotes         | 45° 47′ 01″ nord, 73° 09′ 40″ ouest | 92941  | 1811                 | Immeuble patrimonial classé Immeuble patrimonial reconnu | 2012 1980      |       |
| Maison Jean-Baptiste-Mâsse                                | Saint-Denis-sur-Richelieu   | Saint-Denis-sur-Richelieu   | 610, chemin des Patriotes         | 45° 47′ 06″ nord, 73° 09′ 36″ ouest | 92553  | 1809 (vers)          | Immeuble patrimonial classé                              | 1977           |       |
| Troisième École de Côte-Plaisance                         | Saint-Denis-sur-Richelieu   | Saint-Denis-sur-Richelieu   | 268, chemin des Patriotes         | 45° 48′ 40″ nord, 73° 08′ 49″ ouest | 96127  | 1954                 | Immeuble patrimonial cité                                | 2008           |       |
| Église de Saint-Jean-Baptiste                             | Saint-Jean-Baptiste         | Saint-Jean-Baptiste         | rue Principale                    | 45° 31′ 18″ nord, 73° 07′ 28″ ouest | 92783  | 1810                 | Immeuble patrimonial classé                              | 1960           |       |
| Hôtel de ville de Saint-Jean-Baptiste                     | Saint-Jean-Baptiste         | Saint-Jean-Baptiste         | 3041, rue Principale              | 45° 31′ 12″ nord, 73° 07′ 27″ ouest | 124323 | 1797                 | Immeuble patrimonial cité                                | 2010           |       |

## Le Haut-Richelieu
| Bien patrimonial                                      | Illustration                 | Municipalité                 | Adresse                              | Coordonnées                         | No     | Constr.              | Catégorie                                                | Rec.      | Notes |
| ----------------------------------------------------- | ---------------------------- | ---------------------------- | ------------------------------------ | ----------------------------------- | ------ | -------------------- | -------------------------------------------------------- | --------- | ----- |
| 1, rue de l'Église Sud                                | Lacolle                      | Lacolle                      | 1, rue de l'Église Sud               | 45° 04′ 51″ nord, 73° 22′ 23″ ouest | 93034  | 1890 (vers)          | Immeuble patrimonial cité                                | 1991      |       |
| 48, rue Van Vliet                                     | Lacolle                      | Lacolle                      | 48, rue Van Vliet                    | 45° 04′ 52″ nord, 73° 22′ 11″ ouest | 93030  |                      | Immeuble patrimonial cité                                | 1991      |       |
| Ancienne église anglicane Saint-Saviour               | Lacolle                      | Lacolle                      | 7, rue de l'Église Nord              | 45° 04′ 55″ nord, 73° 22′ 24″ ouest | 93032  | 1882                 | Immeuble patrimonial cité                                | 1991      |       |
| Ancienne gare de Napierville Junction                 | Lacolle                      | Lacolle                      | 21, rue Sainte-Marie                 | 45° 04′ 55″ nord, 73° 22′ 08″ ouest | 93031  | 1930                 | Immeuble patrimonial cité                                | 1991      |       |
| Site patrimonial de l'Église-d'Odelltown              | Lacolle                      | Lacolle                      | route 221                            | 45° 02′ 33″ nord, 73° 23′ 13″ ouest | 93137  |                      | Site patrimonial classé                                  | 1984      |       |
| Croix de chemin                                       | Image manquante Téléverser   | Saint-Alexandre              | 900, chemin de la Grande-Ligne       | 45° 14′ 57″ nord, 73° 08′ 26″ ouest | 199221 | 1945                 | Immeuble patrimonial cité                                | 2014      |       |
| Maison Roy                                            | Saint-Blaise-sur-Richelieu   | Saint-Blaise-sur-Richelieu   | 2554, rue Principale                 | 45° 15′ 09″ nord, 73° 20′ 53″ ouest | 92473  | 1835 et 1837 (entre) | Immeuble patrimonial classé aire de protection délimitée | 1972 1974 |       |
| Église Saint-George                                   | Clarenceville                | Clarenceville                | rue Front Nord                       | 45° 03′ 50″ nord, 73° 14′ 49″ ouest | 92957  | 1820                 | Immeuble patrimonial classé                              | 1983      |       |
| Ancien bureau de poste                                | Saint-Jean-sur-Richelieu     | Saint-Jean-sur-Richelieu     | 201 et 203, rue Jacques-Cartier Nord | 45° 18′ 23″ nord, 73° 15′ 13″ ouest | 172110 | 1909                 | Immeuble patrimonial cité                                | 2010      |       |
| Ancien édifice du marché et de la caserne de pompiers | Saint-Jean-sur-Richelieu     | Saint-Jean-sur-Richelieu     | 182, rue Jacques-Cartier Nord        | 45° 18′ 19″ nord, 73° 15′ 14″ ouest | 172107 | 1858                 | Immeuble patrimonial cité                                | 2010      |       |
| École de fabrique de Sainte-Marguerite-de-Blairfindie | Saint-Jean-sur-Richelieu     | Saint-Jean-sur-Richelieu     | 1464, chemin du Clocher              | 45° 18′ 54″ nord, 73° 20′ 58″ ouest | 92600  | 1858                 | Immeuble patrimonial classé Aire de protection délimitée | 1964 1976 |       |
| Église de Sainte-Marguerite-de-Blairfindie            | Saint-Jean-sur-Richelieu     | Saint-Jean-sur-Richelieu     | 1450, chemin du Clocher              | 45° 18′ 54″ nord, 73° 20′ 55″ ouest | 92711  | 1801                 | Immeuble patrimonial classé Aire de protection délimitée | 1957 1976 |       |
| Ferme Joseph-Roy                                      | Saint-Jean-sur-Richelieu     | Saint-Jean-sur-Richelieu     | 777, chemin des Vieux-Moulins        | 45° 17′ 58″ nord, 73° 21′ 25″ ouest | 92414  | 1805                 | Immeuble patrimonial classé Aire de protection délimitée | 1973 1975 |       |
| Four à pain Dupuis                                    | Saint-Jean-sur-Richelieu     | Saint-Jean-sur-Richelieu     | 265, rue Jean-Talon                  | 45° 21′ 40″ nord, 73° 16′ 03″ ouest | 92672  |                      | Immeuble patrimonial classé                              | 1982      |       |
| Maison Bouthillier                                    | Saint-Jean-sur-Richelieu     | Saint-Jean-sur-Richelieu     | 240, rue Jacques-Cartier Nord        | 45° 18′ 26″ nord, 73° 15′ 13″ ouest | 172112 | 1841 et 1859 (entre) | Immeuble patrimonial cité                                | 2010      |       |
| Maison Loupret                                        | Image manquante Téléverser   | Saint-Jean-sur-Richelieu     | 223, rue Bella                       | 45° 19′ 00″ nord, 73° 14′ 34″ ouest | 233133 | 1840 et 1855 (entre) | Immeuble patrimonial cité                                | 2021      |       |
| Maison McGinnis                                       | Saint-Jean-sur-Richelieu     | Saint-Jean-sur-Richelieu     | 166, rue Jacques-Cartier Nord        | 45° 18′ 17″ nord, 73° 15′ 13″ ouest | 92961  | 1832 et 1841 (entre) | Immeuble patrimonial classé Immeuble patrimonial reconnu | 2012 1978 |       |
| Maison Pierre-Roy                                     | Saint-Jean-sur-Richelieu     | Saint-Jean-sur-Richelieu     | 850, chemin du Petit-Bernier         | 45° 15′ 29″ nord, 73° 18′ 28″ ouest | 92579  | 1828 (vers)          | Immeuble patrimonial classé Immeuble patrimonial reconnu | 2012 1984 |       |
| Manoir William-Plenderleath-Christie                  | Saint-Jean-sur-Richelieu     | Saint-Jean-sur-Richelieu     | 375, 1re Rue                         | 45° 18′ 41″ nord, 73° 14′ 45″ ouest | 92412  | 1842                 | Immeuble patrimonial classé                              | 1982      | [ 7 ] |
| Presbytère de Sainte-Marguerite-de-Blairfindie        | Saint-Jean-sur-Richelieu     | Saint-Jean-sur-Richelieu     | 1450, chemin du Clocher              | 45° 18′ 54″ nord, 73° 20′ 57″ ouest | 92712  | 1821                 | Immeuble patrimonial classé Aire de protection délimitée | 1964 1976 |       |
| Site archéologique des Casernes-de-Blairfindie        | Saint-Jean-sur-Richelieu     | Saint-Jean-sur-Richelieu     |                                      | 45° 23′ 00″ nord, 73° 22′ 17″ ouest | 92492  | 1814                 | Site patrimonial classé Site patrimonial reconnu         | 1980 1977 |       |
| Site du patrimoine de Saint-Jean-sur-Richelieu        | Saint-Jean-sur-Richelieu     | Saint-Jean-sur-Richelieu     |                                      | 45° 18′ 45″ nord, 73° 14′ 35″ ouest | 93494  |                      | Site patrimonial cité                                    | 1994      |       |
| Blockhaus de la Rivière-Lacolle                       | Saint-Paul-de-l'Île-aux-Noix | Saint-Paul-de-l'Île-aux-Noix | rue Principale                       | 45° 04′ 09″ nord, 73° 20′ 31″ ouest | 92674  | 1778 et 1812 (entre) | Immeuble patrimonial classé                              | 1960      |       |
| Maison du Domaine-Lakefield                           | Saint-Valentin               | Saint-Valentin               | 501, Petit Rang                      | 45° 10′ 40″ nord, 73° 20′ 09″ ouest | 92911  | 1850 et 1900 (entre) | Immeuble patrimonial classé Immeuble patrimonial reconnu | 2012 1975 |       |
| Site patrimonial Obed-Stott                           | Saint-Valentin               | Saint-Valentin               | 73, rang Saint-Georges               | 45° 07′ 34″ nord, 73° 19′ 35″ ouest | 197985 |                      | Site patrimonial cité                                    | 2014      |       |
| Maison natale Honoré-Mercier                          | Sainte-Anne-de-Sabrevois     | Sainte-Anne-de-Sabrevois     | 927, route 133                       | 45° 13′ 42″ nord, 73° 13′ 46″ ouest | 92692  | 1820 et 1840 (entre) | Immeuble patrimonial classé                              | 1959      |       |

## Le Haut-Saint-Laurent
| Bien patrimonial                            | Illustration               | Municipalité         | Adresse                | Coordonnées                         | No     | Constr.     | Catégorie                                             | Rec.           | Notes |
| ------------------------------------------- | -------------------------- | -------------------- | ---------------------- | ----------------------------------- | ------ | ----------- | ----------------------------------------------------- | -------------- | ----- |
| Pont couvert de Powerscourt                 | ElginHinchinbrooke         | Elgin Hinchinbrooke  |                        | 45° 00′ 25″ nord, 74° 09′ 40″ ouest | 92730  | 1862        | Immeuble patrimonial classé                           | 1987           |       |
| Bureau d'enregistrement de Huntingdon       | Huntingdon                 | Huntingdon           | 25, rue King           | 45° 05′ 14″ nord, 74° 10′ 32″ ouest | 92742  | 1922        | Immeuble patrimonial classé                           | 1984           |       |
| Édifice de comté de Huntingdon              | Huntingdon                 | Huntingdon           | 23, rue King           | 45° 05′ 14″ nord, 74° 10′ 31″ ouest | 92752  | 1860        | Immeuble patrimonial classé                           | 1984           |       |
| Édifice O'Connor                            | Huntingdon                 | Huntingdon           | 64, rue Châteauguay    | 45° 05′ 15″ nord, 74° 10′ 23″ ouest | 154792 | 1915        | Immeuble patrimonial cité                             | 2009           |       |
| Église de Saint-Anicet                      | Image manquante Téléverser | Saint-Anicet         | 1560, rue Saint-Anicet | 45° 08′ 29″ nord, 74° 21′ 45″ ouest | 125912 | 1887 à 1888 | Immeuble patrimonial cité                             | 2024           |       |
| Site archéologique Droulers-Tsiionhiakwatha | Saint-Anicet               | Saint-Anicet         | 1800, chemin Leahy     | 45° 04′ 59″ nord, 74° 18′ 54″ ouest | 99048  |             | Site patrimonial classé Site patrimonial cité         | 2017 2024 2005 |       |
| Pont Turcot                                 | Très-Saint-Sacrement       | Très-Saint-Sacrement | montée Turcot          | 45° 11′ 54″ nord, 73° 51′ 49″ ouest | 97545  | 1889        | Immeuble patrimonial classé Immeuble patrimonial cité | 2009           |       |

## Les Jardins-de-Napierville
| Bien patrimonial                             | Illustration                 | Municipalité                 | Adresse                  | Coordonnées                         | No    | Constr. | Catégorie                   | Rec. | Notes |
| -------------------------------------------- | ---------------------------- | ---------------------------- | ------------------------ | ----------------------------------- | ----- | ------- | --------------------------- | ---- | ----- |
| Palais de justice de Napierville             | Napierville                  | Napierville                  | 361, rue Saint-Jacques   | 45° 11′ 16″ nord, 73° 24′ 22″ ouest | 92797 | 1834    | Immeuble patrimonial classé | 1961 |       |
| Cimetière Douglass                           | Saint-Cyprien-de-Napierville | Saint-Cyprien-de-Napierville | montée Douglass          | 45° 11′ 43″ nord, 73° 26′ 46″ ouest | 93578 |         | Site patrimonial cité       | 1995 |       |
| Maison Nathaniel-Douglass                    | Saint-Cyprien-de-Napierville | Saint-Cyprien-de-Napierville | 750, montée Douglass     | 45° 11′ 44″ nord, 73° 26′ 54″ ouest | 93568 |         | Site patrimonial cité       | 1995 |       |
| Chapelle-reposoir de Saint-Jacques-le-Mineur | Saint-Jacques-le-Mineur      | Saint-Jacques-le-Mineur      | rue Principale           | 45° 16′ 44″ nord, 73° 24′ 55″ ouest | 92971 | 1889    | Immeuble patrimonial classé | 1987 |       |
| Calvaire du Cordon                           | Saint-Rémi                   | Saint-Rémi                   | 505, rang Sainte-Thérèse | 45° 16′ 51″ nord, 73° 38′ 24″ ouest | 92559 | 1838    | Immeuble patrimonial classé | 1978 |       |

## Les Maskoutains
| Bien patrimonial                                        | Illustration               | Municipalité             | Adresse                                       | Coordonnées                         | No     | Constr.     | Catégorie                   | Rec.      | Notes |
| ------------------------------------------------------- | -------------------------- | ------------------------ | --------------------------------------------- | ----------------------------------- | ------ | ----------- | --------------------------- | --------- | ----- |
| Église de La Présentation-de-la-Sainte-Vierge           | La Présentation            | La Présentation          | rue de l'Église                               | 45° 39′ 57″ nord, 73° 03′ 07″ ouest | 92766  | 1820        | Immeuble patrimonial classé | 1957      | [ 8 ] |
| Site patrimonial de La Présentation-de-la-Sainte-Vierge | Image manquante Téléverser | La Présentation          | rue de l'Église                               | 45° 39′ 55″ nord, 73° 03′ 06″ ouest | 92765  |             | Site patrimonial classé     | 1984      |       |
| Chapelle Saint-Antoine-de-Padoue                        | Image manquante Téléverser | Saint-Hyacinthe          | 1090, avenue Pratte 650-700, rue Girouard Est | 45° 38′ 04″ nord, 72° 56′ 37″ ouest | 115777 | 1926 à 1927 | Immeuble patrimonial cité   | 2024      |       |
| Église de Notre-Dame-du-Rosaire                         | Saint-Hyacinthe            | Saint-Hyacinthe          | 2200, rue Girouard Ouest                      | 45° 37′ 24″ nord, 72° 57′ 03″ ouest | 115717 | 1861        | Immeuble patrimonial cité   | 2021      |       |
| Hôtel de ville                                          | Saint-Hyacinthe            | Saint-Hyacinthe          | 700, avenue de l'Hôtel-de-Ville               | 45° 37′ 34″ nord, 72° 56′ 47″ ouest | 188531 | 1895        | Immeuble patrimonial cité   | 2012      |       |
| Marché public                                           | Saint-Hyacinthe            | Saint-Hyacinthe          | 1555, rue des Cascades                        | 45° 37′ 27″ nord, 72° 56′ 44″ ouest | 185629 | 1877        | Immeuble patrimonial cité   | 2011      |       |
| Pavillon de l'aqueduc                                   | Saint-Hyacinthe            | Saint-Hyacinthe          | 900, avenue de l'École                        | 45° 37′ 03″ nord, 72° 57′ 45″ ouest | 190008 | 1898        | Immeuble patrimonial cité   | 2012      |       |
| Porte des anciens maires                                | Saint-Hyacinthe            | Saint-Hyacinthe          | rue Girouard Ouest                            | 45° 37′ 00″ nord, 72° 57′ 48″ ouest | 188534 | 1927        | Immeuble patrimonial cité   | 2012      |       |
| Presbytère de Saint-Valérien-de-Milton                  | Saint-Valérien-de-Milton   | Saint-Valérien-de-Milton | 1373, rue Principale                          | 45° 33′ 55″ nord, 72° 42′ 36″ ouest | 114527 | 1879        | Immeuble patrimonial cité   | 2008 2007 |       |

## Longueuil
| Bien patrimonial                                | Illustration               | Municipalité               | Adresse                              | Coordonnées                         | No     | Constr.              | Catégorie                                                                             | Rec.           | Notes  |
| ----------------------------------------------- | -------------------------- | -------------------------- | ------------------------------------ | ----------------------------------- | ------ | -------------------- | ------------------------------------------------------------------------------------- | -------------- | ------ |
| 1201, chemin du Général-Vanier                  | Boucherville               | Boucherville               | 1201, chemin du Général-Vanier       | 45° 37′ 50″ nord, 73° 25′ 47″ ouest | 232110 | 1900                 | Immeuble patrimonial cité                                                             | 2024           |        |
| Église de Sainte-Famille                        | Boucherville               | Boucherville               | boulevard Marie-Victorin             | 45° 36′ 45″ nord, 73° 27′ 19″ ouest | 92696  | 1802                 | Immeuble patrimonial classé Aire de protection délimitée                              | 1964 1976      | [ 9 ]  |
| Maison Bachand-Larivière                        | Boucherville               | Boucherville               | 554, boulevard de Mortagne           | 45° 35′ 33″ nord, 73° 26′ 04″ ouest | 93004  |                      | Immeuble patrimonial cité                                                             | 1988           |        |
| Maison Chaput                                   | Boucherville               | Boucherville               | 601, boulevard de Mortagne           | 45° 35′ 44″ nord, 73° 25′ 52″ ouest | 93097  | 1754 et 1768 (entre) | Immeuble patrimonial cité                                                             | 1993           |        |
| Maison d'Alençon                                | Boucherville               | Boucherville               | 300, chemin d'Alençon                | 45° 33′ 25″ nord, 73° 24′ 33″ ouest | 93387  | 1803 et 1811 (entre) | Immeuble patrimonial cité                                                             | 2003           |        |
| Maison Jean-Baptiste-Gauthier-Dit-Saint-Germain | Boucherville               | Boucherville               | 601, boulevard Marie-Victorin        | 45° 36′ 54″ nord, 73° 27′ 23″ ouest | 92517  | 1812 (avant)         | Immeuble patrimonial classé Immeuble patrimonial reconnu                              | 2012 1976      | [ 9 ]  |
| Maison La Chaumière                             | Boucherville               | Boucherville               | 466, boulevard Marie-Victorin        | 45° 36′ 27″ nord, 73° 27′ 22″ ouest | 92391  | 1741 (vers)          | Immeuble patrimonial classé aire de protection délimité                               | 1965 1976      | [ 9 ]  |
| Maison Louis-Hippolyte-La Fontaine              | Boucherville               | Boucherville               | 314, boulevard Marie-Victorin        | 45° 35′ 58″ nord, 73° 27′ 27″ ouest | 93406  | 1766                 | Immeuble patrimonial classé aire de protection délimité                               | 1965 1976      |        |
| Maison Quintal                                  | Boucherville               | Boucherville               | 386, boulevard Marie-Victorin        | 45° 36′ 11″ nord, 73° 27′ 26″ ouest | 92393  | 1727 et 1750 (entre) | Immeuble patrimonial classé aire de protection délimité                               | 1976 1977      | [ 9 ]  |
| Manoir François-Pierre-Boucher                  | Boucherville               | Boucherville               | 468 et 470, boulevard Marie-Victorin | 45° 36′ 28″ nord, 73° 27′ 22″ ouest | 92392  | 1741                 | Immeuble patrimonial classé aire de protection délimité                               | 1974 1976      | [ 9 ]  |
| Vieux-Boucherville                              | Boucherville               | Boucherville               |                                      | 45° 36′ 43″ nord, 73° 27′ 21″ ouest | 93556  |                      | Site patrimonial cité                                                                 | 1989           |        |
| Villa De La Broquerie                           | Boucherville               | Boucherville               | boulevard Marie-Victorin             | 45° 35′ 57″ nord, 73° 27′ 30″ ouest | 92697  | 1736                 | Immeuble patrimonial classé                                                           | 1964           |        |
| Maison Banlier                                  | Brossard                   | Brossard                   | 5505, chemin des Prairies            | 45° 26′ 01″ nord, 73° 26′ 21″ ouest | 92575  | 1800 et 1850 (entre) | Immeuble patrimonial classé Aire de protection délimitée                              | 1973 1975      |        |
| Maison Brossard                                 | Image manquante Téléverser | Brossard                   | 4240, chemin des Prairies            | 45° 26′ 07″ nord, 73° 27′ 25″ ouest | 204244 | 1784 et 1803 (entre) | Immeuble patrimonial classé                                                           | 2020           | [ 10 ] |
| Maison Sénécal                                  | Brossard                   | Brossard                   | 5425, chemin des Prairies            | 45° 26′ 01″ nord, 73° 27′ 27″ ouest | 92398  | 1799                 | Immeuble patrimonial classé                                                           | 1975           |        |
| Site patrimonial de la Maison-Brossard          | Image manquante Téléverser | Brossard                   | 4240, chemin des Prairies            | 45° 26′ 09″ nord, 73° 27′ 24″ ouest | 215127 | 1784 et 1803 (entre) | Site patrimonial classé                                                               | 2020           |        |
| Co-cathédrale Saint-Antoine-de-Padoue           | Longueuil                  | Longueuil                  | rue Saint-Charles Ouest              | 45° 32′ 26″ nord, 73° 30′ 30″ ouest | 92963  | 1887                 | Immeuble patrimonial classé Immeuble patrimonial reconnu                              | 2012 1984      | [ 11 ] |
| Maison Lamarre                                  | Longueuil                  | Longueuil                  | 255, rue Saint-Charles Est           | 45° 32′ 39″ nord, 73° 30′ 22″ ouest | 92729  | 1740                 | Immeuble patrimonial classé                                                           | 1976           | [ 11 ] |
| Maison Marie-Rose-Durocher                      | Longueuil                  | Longueuil                  | 90, rue Saint-Charles Est            | 45° 32′ 32″ nord, 73° 30′ 25″ ouest | 92728  | 1812                 | Immeuble patrimonial classé Aire de protection délimitée                              | 1960 1975      | [ 11 ] |
| Maison Michel-Dubuc                             | Longueuil                  | Longueuil                  | 1540, boulevard Marie-Victorin       | 45° 33′ 56″ nord, 73° 29′ 20″ ouest | 92840  | 1690 (vers)          | Site patrimonial cité                                                                 | 1997           |        |
| Maison Patenaude                                | Longueuil                  | Longueuil                  | 214, rue Bourget                     | 45° 31′ 02″ nord, 73° 31′ 07″ ouest | 92425  | 1723                 | Immeuble patrimonial classé                                                           | 1976           |        |
| Site du patrimoine de l'Hôtel-du-Roi            | Longueuil                  | Longueuil                  | 495 et 497, rue Saint-Charles Ouest  | 45° 32′ 05″ nord, 73° 30′ 52″ ouest | 92837  | 1937                 | Site patrimonial cité                                                                 | 1997           | [ 12 ] |
| Vieux-Longueuil                                 | Longueuil                  | Longueuil                  |                                      | 45° 32′ 15″ nord, 73° 30′ 40″ ouest | 93093  |                      | Site patrimonial cité                                                                 | 1993           |        |
| Vieux presbytère de Saint-Bruno                 | Saint-Bruno-de-Montarville | Saint-Bruno-de-Montarville | 15, rue des Peupliers                | 45° 31′ 26″ nord, 73° 20′ 08″ ouest | 92778  | 1852                 | Immeuble patrimonial classé                                                           | 1966           |        |
| Ancienne église anglicane                       | Saint-Lambert              | Saint-Lambert              | 263, rue Elm                         | 45° 30′ 00″ nord, 73° 30′ 40″ ouest | 93517  | 1886                 | Immeuble patrimonial cité                                                             | 2000           |        |
| Boutique Garèle                                 | Saint-Lambert              | Saint-Lambert              | 590, avenue Victoria                 | 45° 30′ 02″ nord, 73° 30′ 34″ ouest | 92981  | 1901 (vers)          | Immeuble patrimonial cité                                                             | 1989           |        |
| Maison André-Mercille                           | Saint-Lambert              | Saint-Lambert              | 405, rue Riverside                   | 45° 30′ 21″ nord, 73° 31′ 02″ ouest | 92907  | 1750 (vers)          | Immeuble patrimonial classé Immeuble patrimonial reconnu                              | 2012 1974      |        |
| Maison Antoine-Ste-Marie                        | Saint-Lambert              | Saint-Lambert              | 789, rue Riverside                   | 45° 30′ 47″ nord, 73° 31′ 02″ ouest | 92908  | 1775 (vers)          | Immeuble patrimonial classé Aire de protection délimitée Immeuble patrimonial reconnu | 2012 2016 1974 |        |
| Maison Beauvais                                 | Saint-Lambert              | Saint-Lambert              | 1, boulevard Simard                  | 45° 28′ 43″ nord, 73° 30′ 12″ ouest | 92998  | 1690 et 1720 (entre) | Immeuble patrimonial cité                                                             | 1988           |        |
| Maison Marsil                                   | Saint-Lambert              | Saint-Lambert              | 349, rue Riverside                   | 45° 30′ 16″ nord, 73° 31′ 03″ ouest | 92905  |                      | Immeuble patrimonial classé Immeuble patrimonial reconnu                              | 2012 1974      |        |

## Marguerite-D'Youville
| Bien patrimonial                             | Illustration               | Municipalité    | Adresse                     | Coordonnées                         | No     | Constr.              | Catégorie                                                | Rec.      | Notes  |
| -------------------------------------------- | -------------------------- | --------------- | --------------------------- | ----------------------------------- | ------ | -------------------- | -------------------------------------------------------- | --------- | ------ |
| Église de Sainte-Théodosie                   | Image manquante Téléverser | Calixa-Lavallée | 730, chemin de la Beauce    | 45° 44′ 52″ nord, 73° 16′ 50″ ouest | 124780 | 1888 à 1890          | Immeuble patrimonial cité                                | 2025      |        |
| Maison François-Xavier-Paquette-Dit-Lavallée | Calixa-Lavallée            | Calixa-Lavallée | 289, chemin de la Beauce    | 45° 45′ 50″ nord, 73° 15′ 51″ ouest | 92394  | 1834                 | Immeuble patrimonial classé Aire de protection délimitée | 1973 1975 |        |
| Maison Lenoblet-Du Plessis                   | Contrecœur                 | Contrecœur      | 4752, route Marie-Victorin  | 45° 51′ 18″ nord, 73° 14′ 31″ ouest | 92701  | 1794 (vers)          | Immeuble patrimonial classé Immeuble patrimonial reconnu | 1983 1976 |        |
| Moulin à vent de Contrecœur                  | Contrecœur                 | Contrecœur      | 6098, route Marie-Victorin  | 45° 52′ 08″ nord, 73° 13′ 32″ ouest | 92408  | 1741 et 1746 (entre) | Immeuble patrimonial classé                              | 1983      |        |
| Église de Sainte-Julie                       | Sainte-Julie               | Sainte-Julie    | 1686, rue Principale        | 45° 35′ 34″ nord, 73° 20′ 20″ ouest | 124811 | 1899 à 1902          | Immeuble patrimonial cité                                | 2024      |        |
| Calvaire de Varennes                         | Image manquante Téléverser | Varennes        | 2511, rue Sainte-Anne       | 45° 41′ 26″ nord, 73° 26′ 10″ ouest | 92899  | 1829                 | Immeuble patrimonial classé Aire de protection délimitée | 1962 1975 |        |
| Chapelle de procession Saint-Joachim         | Varennes                   | Varennes        | rue Sainte-Anne             | 45° 40′ 47″ nord, 73° 26′ 22″ ouest | 93492  | 1832                 | Immeuble patrimonial classé                              | 1981      |        |
| Chapelle de procession Sainte-Anne           | Varennes                   | Varennes        | rue Sainte-Anne             | 45° 41′ 15″ nord, 73° 26′ 28″ ouest | 93493  | 1862                 | Immeuble patrimonial classé                              | 1981      |        |
| Hangar à grain Jodoin                        | Image manquante Téléverser | Varennes        | 4681, chemin de la Baronnie | 45° 43′ 12″ nord, 73° 22′ 33″ ouest | 92505  |                      | Immeuble patrimonial classé                              | 1983      |        |
| Maison Joseph-Petit-Dit-Beauchemin           | Image manquante Téléverser | Varennes        | montée de Picardie          | 45° 41′ 27″ nord, 73° 25′ 28″ ouest | 92516  | 1750 (vers)          | Immeuble patrimonial classé                              | 1984      |        |
| Moulin à vent Dansereau                      | Verchères                  | Verchères       | route Marie-Victorin        | 45° 47′ 32″ nord, 73° 19′ 55″ ouest | 92679  | 1822 (vers)          | Immeuble patrimonial classé Aire de protection délimitée | 1975 1978 |        |
| Moulin à vent de Verchères                   | Verchères                  | Verchères       | rue Madeleine               | 45° 46′ 41″ nord, 73° 21′ 24″ ouest | 93504  | 1730 (vers)          | Immeuble patrimonial classé                              | 1983      | [ 13 ] |
| Vieux Village de Verchères                   | Image manquante Téléverser | Verchères       |                             | 45° 46′ 36″ nord, 73° 21′ 23″ ouest | 184346 |                      | Site patrimonial cité                                    | 2011      |        |

## Pierre-De Saurel
| Bien patrimonial                       | Illustration               | Municipalité            | Adresse                             | Coordonnées                         | No     | Constr.     | Catégorie                   | Rec.      | Notes |
| -------------------------------------- | -------------------------- | ----------------------- | ----------------------------------- | ----------------------------------- | ------ | ----------- | --------------------------- | --------- | ----- |
| Site patrimonial Legs Aimé-Massue      | Image manquante Téléverser | Massueville             |                                     | 45° 54′ 38″ nord, 72° 55′ 47″ ouest | 232572 |             | Site patrimonial cité       | 2020      |       |
| Domaine seigneurial de Saint-Ours      | Image manquante Téléverser | Saint-Ours              | 2500, rue de l'Immaculée-Conception | 45° 53′ 25″ nord, 73° 09′ 01″ ouest | 92494  |             | Site patrimonial classé     | 1982      |       |
| Hôtel de ville                         | Saint-Ours                 | Saint-Ours              | 2540, rue de l'Immaculée-Conception | 45° 53′ 19″ nord, 73° 09′ 06″ ouest | 170172 | 1882        | Immeuble patrimonial cité   | 2012      |       |
| Église de Saint-Roch-de-Richelieu      | Image manquante Téléverser | Saint-Roch-de-Richelieu | 888, rue Saint-Pierre               | 45° 53′ 31″ nord, 73° 09′ 23″ ouest | 115834 | 1861 à 1864 | Immeuble patrimonial cité   | 2023      |       |
| Château Cardin                         | Image manquante Téléverser | Sainte-Anne-de-Sorel    | 39, rue de la Rive                  | 46° 03′ 01″ nord, 73° 05′ 15″ ouest | 207707 | 1920        | Immeuble patrimonial cité   | 2025      |       |
| Îlette-au-Pé                           | Sainte-Anne-de-Sorel       | Sainte-Anne-de-Sorel    | 21, chemin de l'Île-aux-Fantômes    | 46° 04′ 31″ nord, 72° 58′ 34″ ouest | 92835  | 1957        | Site patrimonial cité       | 1996      |       |
| Maison Berthe-Beauchemin               | Image manquante Téléverser | Sainte-Anne-de-Sorel    | 110, chemin de l'Île-d'Embarras     | 46° 05′ 05″ nord, 72° 57′ 33″ ouest | 207703 | 1900, vers  | Immeuble patrimonial cité   | 2025      |       |
| Maison Henri-Letendre                  | Image manquante Téléverser | Sainte-Anne-de-Sorel    | 300-G, île de Grâce                 | 46° 04′ 23″ nord, 73° 03′ 27″ ouest | 238100 | 1900        | Immeuble patrimonial cité   | 2024      |       |
| Carré Royal                            | Sorel-Tracy                | Sorel-Tracy             |                                     | 46° 02′ 38″ nord, 73° 06′ 53″ ouest | 92888  |             | Immeuble patrimonial classé | 1961      |       |
| Cimetière anglican Christ Church       | Sorel-Tracy                | Sorel-Tracy             | 196, rue du Collège                 | 46° 02′ 10″ nord, 73° 05′ 57″ ouest | 96675  | 1885        | Immeuble patrimonial cité   | 2023      |       |
| Église Christ Church                   | Sorel-Tracy                | Sorel-Tracy             | rue du Prince                       | 46° 02′ 39″ nord, 73° 06′ 50″ ouest | 92889  | 1843        | Immeuble patrimonial classé | 1959      |       |
| Église de Saint-Pierre                 | Sorel-Tracy                | Sorel-Tracy             | rue George                          | 46° 02′ 44″ nord, 73° 06′ 27″ ouest | 92890  | 1831        | Immeuble patrimonial classé | 1960      |       |
| Église Notre-Dame-du-Perpétuel-Secours | Sorel-Tracy                | Sorel-Tracy             | 161, rue du Prince                  | 46° 02′ 26″ nord, 73° 06′ 45″ ouest | 115891 | 1926        | Immeuble patrimonial cité   | 2012 2008 |       |
| Gare de Sorel                          | Sorel-Tracy                | Sorel-Tracy             | 191, rue du Roi                     | 46° 02′ 20″ nord, 73° 06′ 49″ ouest | 184984 | 1898        | Immeuble patrimonial cité   | 2012      |       |
| Maison des Gouverneurs                 | Sorel-Tracy                | Sorel-Tracy             | 90, chemin des Patriotes            | 46° 01′ 59″ nord, 73° 06′ 59″ ouest | 92891  | 1781        | Immeuble patrimonial classé | 1957      |       |
| Marché Richelieu du Vieux-Sorel        | Image manquante Téléverser | Sorel-Tracy             | 28, rue du Roi                      | 46° 02′ 43″ nord, 73° 07′ 03″ ouest | 187759 | 1930        | Immeuble patrimonial cité   | 2012      |       |
| Presbytère Christ Church               | Sorel-Tracy                | Sorel-Tracy             | 79, rue du Prince                   | 46° 02′ 38″ nord, 73° 06′ 50″ ouest | 92683  | 1843        | Immeuble patrimonial classé | 1959      |       |
| Site archéologique Mandeville          | Image manquante Téléverser | Sorel-Tracy             | 13500, chemin Saint-Roch            | 45° 59′ 10″ nord, 73° 08′ 53″ ouest | 92503  |             | Site patrimonial classé     | 1975      |       |
| Calvaire                               | Yamaska                    | Yamaska                 | 172, rue Centrale                   | 46° 00′ 21″ nord, 72° 54′ 21″ ouest | 120372 | 1838        | Immeuble patrimonial cité   | 2011      |       |

## Roussillon
| Bien patrimonial                                  | Illustration               | Municipalité   | Adresse                      | Coordonnées                         | No     | Constr.              | Catégorie                                                | Rec.      | Notes  |
| ------------------------------------------------- | -------------------------- | -------------- | ---------------------------- | ----------------------------------- | ------ | -------------------- | -------------------------------------------------------- | --------- | ------ |
| Maison Page                                       | Image manquante Téléverser | Candiac        | 32, boulevard Marie-Victorin | 45° 24′ 12″ nord, 73° 31′ 13″ ouest | 196719 | 1800 (vers)          | Immeuble patrimonial cité                                | 2013      |        |
| Église de Saint-Joachim                           | Châteauguay                | Châteauguay    | boulevard D'Youville         | 45° 21′ 39″ nord, 73° 44′ 55″ ouest | 92718  | 1797                 | Immeuble patrimonial classé                              | 1957      |        |
| Maison LePailleur                                 | Châteauguay                | Châteauguay    | 54, boulevard Salaberry Sud  | 45° 21′ 45″ nord, 73° 44′ 53″ ouest | 178219 | 1792                 | Immeuble patrimonial cité                                | 2010      |        |
| Site patrimonial du tertre de l'île Saint-Bernard | Image manquante Téléverser | Châteauguay    | boulevard D'Youville         | 45° 23′ 06″ nord, 73° 46′ 08″ ouest | 154429 |                      | Site patrimonial cité                                    | 2018 2016 |        |
| Site patrimonial de La Prairie                    | La Prairie                 | La Prairie     |                              | 45° 25′ 15″ nord, 73° 29′ 34″ ouest | 93511  |                      | Site patrimonial déclaré                                 | 1975      |        |
| Maison Sauvageau-Sweeny                           | Mercier                    | Mercier        | 422, boulevard Salaberry     | 45° 20′ 12″ nord, 73° 45′ 27″ ouest | 92431  | 1800 et 1825 (entre) | Immeuble patrimonial classé Aire de protection délimitée | 1974 1975 |        |
| Ancien presbytère de Saint-Constant (1790)        | Saint-Constant             | Saint-Constant | 248, rue de la Fabrique      | 45° 21′ 49″ nord, 73° 34′ 06″ ouest | 211632 |                      | Immeuble patrimonial cité                                | 2022      | [ 14 ] |
| Ancien presbytère de Saint-Constant (1790)        | Saint-Constant             | Saint-Constant | 244-246, rue de la Fabrique  | 45° 21′ 49″ nord, 73° 34′ 06″ ouest | 154717 |                      | Immeuble patrimonial cité                                | 2022      | [ 14 ] |
| Site des Anciens-Presbytères-de-Saint-Constant    | Saint-Constant             | Saint-Constant |                              | 45° 21′ 49″ nord, 73° 34′ 02″ ouest | 201503 |                      | Site patrimonial cité                                    | 2014      |        |
| Église de Saint-Mathieu                           | Image manquante Téléverser | Saint-Mathieu  | chemin Principal             | 45° 18′ 47″ nord, 73° 31′ 22″ ouest | 154735 | 1922                 | Immeuble patrimonial cité                                | 2013      |        |

## Rouville
| Bien patrimonial                              | Illustration                | Municipalité                | Adresse                                    | Coordonnées                         | No     | Constr.     | Catégorie                                                | Rec.      | Notes |
| --------------------------------------------- | --------------------------- | --------------------------- | ------------------------------------------ | ----------------------------------- | ------ | ----------- | -------------------------------------------------------- | --------- | ----- |
| Église de Richelieu                           | Richelieu                   | Richelieu                   | 750, 1re Rue                               | 45° 26′ 45″ nord, 73° 15′ 23″ ouest | 121020 | 1858 à 1860 | Immeuble patrimonial cité                                | 2023      |       |
| Couvent des Sœurs de la Présentation de Marie | Saint-Césaire               | Saint-Césaire               | 1395, rue Notre-Dame                       | 45° 24′ 31″ nord, 73° 00′ 06″ ouest | 97650  | 1857        | Immeuble patrimonial cité                                | 2007      |       |
| Moulin à eau de la Grande-Barbue              | Saint-Césaire               | Saint-Césaire               | 157, rang de la Grande-Barbue              | 45° 23′ 59″ nord, 72° 55′ 56″ ouest | 166612 | 1855        | Immeuble patrimonial cité                                | 2009      |       |
| Église et mur du cimetière de Saint-Mathias   | Saint-Mathias-sur-Richelieu | Saint-Mathias-sur-Richelieu | chemin des Patriotes                       | 45° 28′ 30″ nord, 73° 16′ 57″ ouest | 92878  | 1788        | Immeuble patrimonial classé                              | 1957      |       |
| Maison Franchère                              | Saint-Mathias-sur-Richelieu | Saint-Mathias-sur-Richelieu | 254 à 258, chemin des Patriotes            | 45° 28′ 30″ nord, 73° 16′ 04″ ouest | 92939  | 1821 (vers) | Immeuble patrimonial classé Immeuble patrimonial reconnu | 2012 1979 |       |
| Manoir Rolland                                | Image manquante Téléverser  | Saint-Mathias-sur-Richelieu | 625, chemin de la Rivière-des-Hurons Ouest | 45° 29′ 31″ nord, 73° 11′ 18″ ouest | 92493  | 1830 (vers) | Immeuble patrimonial classé                              | 1982      |       |
| Ensemble religieux de Saint-Paul-d'Abbotsford | Saint-Paul-d'Abbotsford     | Saint-Paul-d'Abbotsford     | rang de la Montagne                        | 45° 26′ 34″ nord, 72° 53′ 25″ ouest | 93298  |             | Site patrimonial classé                                  | 2004      |       |

## Vaudreuil-Soulanges
| Bien patrimonial                                             | Illustration               | Municipalité               | Adresse                       | Coordonnées                         | No     | Constr.              | Catégorie                                                | Rec.      | Notes  |
| ------------------------------------------------------------ | -------------------------- | -------------------------- | ----------------------------- | ----------------------------------- | ------ | -------------------- | -------------------------------------------------------- | --------- | ------ |
| Hôtel de ville d'Hudson                                      | Image manquante Téléverser | Hudson                     | 481, rue Main                 | 45° 27′ 32″ nord, 74° 08′ 33″ ouest | 188028 | 1904                 | Immeuble patrimonial cité                                | 2012      |        |
| Maison Halcro                                                | Image manquante Téléverser | Hudson                     | 539, rue Main                 | 45° 27′ 39″ nord, 74° 08′ 47″ ouest | 188029 |                      | Immeuble patrimonial cité                                | 2012      |        |
| Musée d'Hudson                                               | Image manquante Téléverser | Hudson                     | 541, rue Main                 | 45° 27′ 40″ nord, 74° 08′ 47″ ouest | 188035 |                      | Immeuble patrimonial cité                                | 2012      |        |
| Site archéologique de l’Ancienne-Verrerie-Ottawa Glass Works | Image manquante Téléverser | Hudson                     | rue Main                      | 45° 26′ 46″ nord, 74° 06′ 35″ ouest | 232979 |                      | Site patrimonial classé                                  | 2023      |        |
| Ancienne centrale hydroélectrique des Cèdres                 | Les Cèdres                 | Les Cèdres                 | 2100, chemin du Fleuve        | 45° 18′ 34″ nord, 74° 07′ 59″ ouest | 92727  | 1899                 | Immeuble patrimonial classé                              | 1984      |        |
| Maison Pierre-Charray                                        | Image manquante Téléverser | Les Cèdres                 | 1037, chemin du Fleuve        | 45° 18′ 15″ nord, 74° 03′ 15″ ouest | 92601  | 1794                 | Immeuble patrimonial classé                              | 1981      |        |
| Église de Sainte-Jeanne-de-Chantal                           | Notre-Dame-de-l'Île-Perrot | Notre-Dame-de-l'Île-Perrot | rue de l'Église               | 45° 20′ 58″ nord, 73° 54′ 07″ ouest | 92764  | 1783                 | Immeuble patrimonial classé                              | 1961      | [ 15 ] |
| Maison du Meunier-de-Pointe-du-Moulin                        | Notre-Dame-de-l'Île-Perrot | Notre-Dame-de-l'Île-Perrot | 2500, boulevard Don-Quichotte | 45° 21′ 59″ nord, 73° 51′ 12″ ouest | 92633  | 1785 et 1791 (entre) | Immeuble patrimonial classé                              | 1977      |        |
| Moulin à vent de Pointe-du-Moulin                            | Notre-Dame-de-l'Île-Perrot | Notre-Dame-de-l'Île-Perrot | 2500, boulevard Don-Quichotte | 45° 21′ 58″ nord, 73° 51′ 09″ ouest | 92634  | 1708                 | Immeuble patrimonial classé                              | 1977      |        |
| Site du patrimoine de l'église Sainte-Jeanne-de-Chantal      | Image manquante Téléverser | Notre-Dame-de-l'Île-Perrot | rue de l'Église               | 45° 20′ 58″ nord, 73° 54′ 06″ ouest | 125106 |                      | Site patrimonial cité                                    | 2012      |        |
| Ancien hôtel de ville de Rigaud                              | Rigaud                     | Rigaud                     | 102, rue Saint-Pierre         | 45° 28′ 34″ nord, 74° 18′ 18″ ouest | 93052  | 1834                 | Immeuble patrimonial cité                                | 1991      |        |
| Ancien palais de justice de Vaudreuil                        | Vaudreuil-Dorion           | Vaudreuil-Dorion           | 420, avenue Saint-Charles     | 45° 23′ 57″ nord, 74° 01′ 38″ ouest | 115181 | 1859                 | Immeuble patrimonial cité                                | 2008      |        |
| Collège Saint-Michel                                         | Vaudreuil-Dorion           | Vaudreuil-Dorion           | 431, avenue Saint-Charles     | 45° 24′ 01″ nord, 74° 01′ 38″ ouest | 92678  | 1859                 | Immeuble patrimonial classé                              | 1961      |        |
| Église de Saint-Michel                                       | Image manquante Téléverser | Vaudreuil-Dorion           | 414, avenue Saint-Charles     | 45° 23′ 54″ nord, 74° 01′ 37″ ouest | 92900  | 1789                 | Immeuble patrimonial classé                              | 1957      |        |
| Maison Félix-Leclerc                                         | Vaudreuil-Dorion           | Vaudreuil-Dorion           | 186, chemin de l'Anse         | 45° 25′ 14″ nord, 74° 03′ 18″ ouest | 93577  | 1880 (vers)          | Immeuble patrimonial classé Immeuble patrimonial cité    | 2009 1991 | [ 16 ] |
| Maison Joachim-Génus                                         | Vaudreuil-Dorion           | Vaudreuil-Dorion           | 331, avenue Saint-Charles     | 45° 23′ 28″ nord, 74° 01′ 02″ ouest | 92780  | 1796                 | Immeuble patrimonial classé Aire de protection délimitée | 1972 1975 |        |
| Maison Trestler                                              | Vaudreuil-Dorion           | Vaudreuil-Dorion           | 85, chemin de la Commune      | 45° 23′ 17″ nord, 74° 00′ 25″ ouest | 92410  | 1798                 | Immeuble patrimonial classé Aire de protection délimitée | 1976 1978 |        |
| Site archéologique de l'Île-aux-Tourtes                      | Image manquante Téléverser | Vaudreuil-Dorion           |                               | à géolocaliser                      | 160080 |                      | Site patrimonial classé                                  | 2015      |        |
| Site du patrimoine de la Maison-du-Chanoine-Lionel-Groulx    | Image manquante Téléverser | Vaudreuil-Dorion           | 150, chemin des Chenaux       | 45° 24′ 25″ nord, 74° 01′ 10″ ouest | 99576  |                      | Site patrimonial cité                                    | 2005      |        |
| Site du patrimoine de la Maison-Félix-Leclerc                | Image manquante Téléverser | Vaudreuil-Dorion           | 186, chemin de l'Anse         | 45° 25′ 15″ nord, 74° 03′ 17″ ouest | 105540 |                      | Site patrimonial cité                                    | 2006      |        |